# الواد سيد الشحات (مسلسل)
الواد سيد الشحات مسلسل تلفزيوني مصري كوميدي، من إخراج أحمد الجندي، ومن تأليف مصطفى صقر، من إنتاج تامر مرسي، شركة سينرجي للإنتاج الفني، بطولة
أحمد فهمي، هنا الزاهد، محمد عبد الرحمن.

## القصة[4]
تدور قصة المسلسل في اطار كوميدي حول شاب فقير يتزوج من فتاة غنية، ويتعجب الناس من هذا الزواج وخلال الأحداث يفاجأ الشاب بمن يطاردونه بسبب مبلغ 6 ملايين دولار قام أحد أفراد عائلته بالنصب عليهم وأخذ المبلغ ويحاولون استراداد المبلغ منه.

## طاقم العمل
| - أحمد فهمي:سيد - هنا الزاهد:ريتاج - محمد عبد الرحمن:فخر | - محمد محمود:السحاوي - ياسر الطوبجي:البروفيسير |

ضيوف الحلقات
| - بطرس غالي:أبو ريتاج ح1 - لبنى عبد العزيز:أم ريتاج ح1 - أحمد فتحي: مهراجا - محمد الصاوي:صاحب محل المجوهرات ح4، 7 - محمد ثروت: خوفو ح5->7 - مصطفى بسيط:بيبي ح5 - محمود الليثي: المطرب ح6 - سامي مغاوري: رزق ح7، ح9->11 - إيناس مكي: ميمي ح7، 8 - حميد الشاعري:حميد الشاعري ح8 - إسماعيل فرغلي:محامي الجني ح9، 10 - مصطفى منصور:خالد الجني ح9، 10 | - سمر نجيلي: ح9->11 - حسين أبو حجاج: ح10 - أكرم حسني:سكر ح11، 12 - محمد أسامة: باسل الكائن الفضائي ح12، 13 - إبرام سمير:معلول ح13 - بيشوي طاهر:علي ح13 - خالد عليش:بشخصيته الحقيقية ح14 - بيومي فؤاد: بشخصيته الحقيقية ح15، 16 - دينا محسن:دموع الشحات ح19، 20 - هيفاء وهبي: بشخصيتها الحقيقية ح20->22 - سليمان عيد:بشخصيته الحقيقية ح20->22 - محمد أوتاكا:المعلم ناصر ح23، 24 | - محمود الحشاش - يوسف صديق - أحمد صبري:حشاش تيم ح23، 24 - ياسين منير - باشق محمد - شريف الشامي:حشاش تيم ح23، 24 - يوسف سلام - حسين علي - يوسف سلام:حشاش تيم ح23، 24 - أحمد سعد:كاباشا ح25، 26 - محمد عبد السيد:الدكتور ح25، 26 - علاء مرسي:الجوكر ح26 - أحمد السلكاوي:مشرف بالملجأ ح27 - يسرا كرم:مشرفة بالملجأ ح27 - محمد المغربي:طبيب ح27 - حامد الشراب:مطرب الحفلة ح28 - إبراهيم السمان: ح29 - صلاح عبد الله: عبد الله صلاح عبد الله -ح30 |

## وصلات خارجية
- صفحة مسلسل الواد سيد الشحات على موقع السينما.كوم
- صفحة المسلسل لى اليوتيوب